# Psiloxyloideae
Psiloxyloideae, biljna potporodica, dio porodice mirtovki. Sastoji se od dva roda, svaki u svome tribusu, s ukupno nekoliko vrsta raširenih po Africi i Maskarenima, 

## Tribusi
1. Heteropyxideae Harv.; tri vrste, Afrika
2. Psiloxyleae A.J.Scott; jedna vrsta, Mauricijus, Réunion